# Махмудова Наїма Махмудівна
Наїма Махмудівна Махмудова (10 серпня 1928, місто Ташкент, тепер Узбекистан — 7 червня 2017, місто Ташкент, тепер Узбекистан) — радянська узбецька діячка, лікарка, голова Узбецької республіканської Ради профспілок. Депутат Верховної ради Узбецької РСР. Депутат Верховної ради СРСР 10—11-го скликань. Кандидат медичних наук (1968), доктор медичних наук (1975), професор (1986).

## Життєпис
Народилася в родині узбецького поета Бату (Махмуда Ходиєва).
У 1951 році закінчила Ташкентський медичний інститут.
З 1951 по 1958 рік працювала лікарем-невропатологом Хівінської міської лікарні та Ургутської районної лікарні, головним лікарем Ургутської районної санітарно-епідеміологічної станції, з 1958 по 1963 рік — головним лікарем Самаркандської обласної санітарно-епідеміологічної станції.
Член КПРС з 1960 року.
У 1963 році з родиною переїхала до Ташкента. У 1963—1971 роках — заступник міністра охорони здоров'я Узбецької РСР.
1968 року захистила кандидатську дисертацію на тему «Історичний розвиток терапії в Узбекистані».
У 1971—1977 роках — секретар Узбецької республіканської Ради профспілок.
1975 року захистила докторську дисертацію на тему «Організація медичної реабілітації та соціальної адаптації хворих на дитячий церебральний параліч в Узбекистані». 
У березні 1977 — грудні 1985 року — голова Узбецької республіканської Ради профспілок. Член Президії ВЦРПС, член Узбецького товариства дружби та культурних зв'язків із зарубіжними країнами та Комітету радянських жінок.
У 1986—2000 роках очолювала кафедру соціальної гігієни (з 1997 року — кафедру «Загальна гігієна, соціальна гігієна та організація охорони здоров'я») Ташкентського педіатричного медичного інституту. Потім була професором-консультантом цієї кафедри.
Померла 7 червня 2017 року в Ташкенті.

## Нагороди
- орден Жовтневої Революції (1981)
- орден Трудового Червоного Прапора (1961)
- медалі